# Chuck Schumer
Charles Ellis Schumer (New York, 1950. november 23. –) az Amerikai Egyesült Államok szenátora (New York, 1999 –). A Demokrata Párt tagja.

## Élete
Schumer 1967-ben végezte el a középiskolát a brooklyni Madison High Schoolban. Ezután a Harvard Egyetemen szerzett diplomát 1971-ben, majd a Harvard jogi karán szerzett jogi doktori végzettséget 1974-ben. 1975-től 1980-ig New York állam törvényhozásában volt képviselő. 1981. január 3-tól 1999. január 3-ig az Egyesült Államok Kongresszusának alsóházában képviselte New York államot a Demokrata Párt tagjaként. 1998-ban sikerrel indult a szenátusi választáson, és ma is itt képviseli államát, miután 2004-ben, 2010-ben és 2016-ban is újraválasztották. Jelenlegi terminusa 2023. január 3-án jár le. 2017 eleje óta a szenátusi demokrata frakció vezetője.